# Vườn quốc gia Talampaya
Vườn quốc gia Talampaya là một vườn quốc gia nằm ở tây nam tỉnh La Rioja, Argentina. Đây là khu dự trữ sinh quyển tỉnh vào năm 1975, vườn quốc gia vào năm 1997 và là di sản thế giới của UNESCO vào năm 2000.
Vườn quốc gia nằm ở độ cao 1.500 m (4.921 ft) so với mực nước biển và có diện tích 2.150 km² (830 dặm vuông). Mục đích thành lập vườn là để bảo vệ các địa điểm khảo cổ học  và cổ sinh vật học quan trọng được tìm thấy. Vườn quốc gia có cảnh quan đẹp tuyệt vời cùng hệ thực vật và động vật điển hình của quần xã sinh vật núi.
Vườn quốc gia này là một bồn địa giữa hai dãy núi Los Cerro Colorados về phía tây và Sierra de Sañagasta về phía đông. Cảnh quan là kết quả của sự xói mòn bởi nước và gió của khí hậu sa mạc, cùng với đó là sự chênh lệch nhiệt độ rất lớn trong ngày - nhiệt độ cao vào ban ngày và thấp vào ban đêm, với những cơn mưa xối xả vào mùa hè và gió mạnh trong mùa xuân.
Giá trị của vườn:
- Địa điểm khảo cổ ở thung lũng sông Talampaya, nơi khủng long sinh sống hàng triệu năm trước đây với nhiều hóa thạch được tìm thấy tuy không nhiều như ở Ischigualasto.
- Hẻm núi Talampaya và các thành hệ đá của nó, với các bức tường cao tới 143 mét (469 ft) và hẹp tới 80 mét (262 ft) được hình thành bởi quá trình địa chất hàng triệu năm.
- Hệ động thực vật phong phú điển hình của hẻm núi và sa mạc cằn cỗi như thực vật cây bụi, xương rồng.. động vật có lạc đà thảo nguyên, thỏ rừng, cáo, kền kền, thú Mara...
- Ngoài ra, nơi đây từng là nơi cư trú của người bản địa Puerta del Cañón với nhiều những bức tranh đá nghệ thuật.

Năm 2000, cùng với Ischigualasto, vườn quốc gia Talampaya được ghi vào danh sách di sản thế giới của UNESCO tại kì họp lần thứ 24.

## Hình ảnh

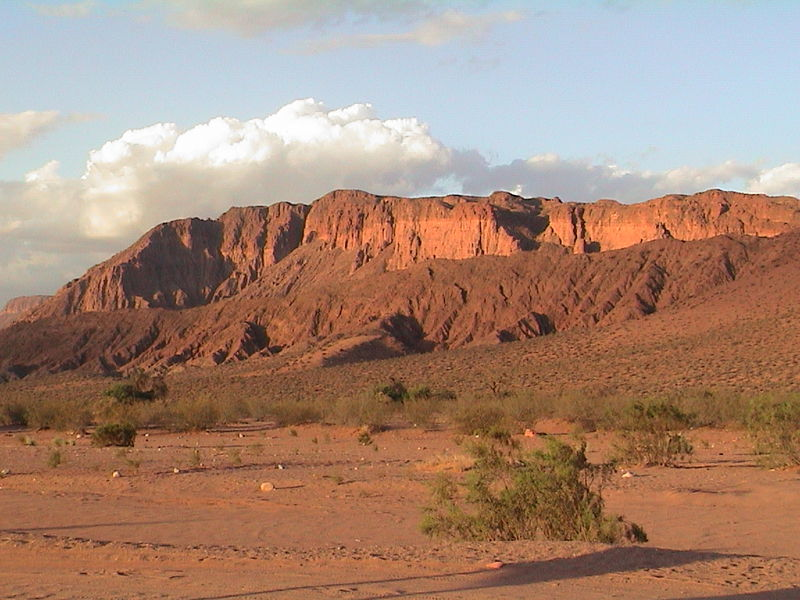
Vườn quốc gia Talampaya
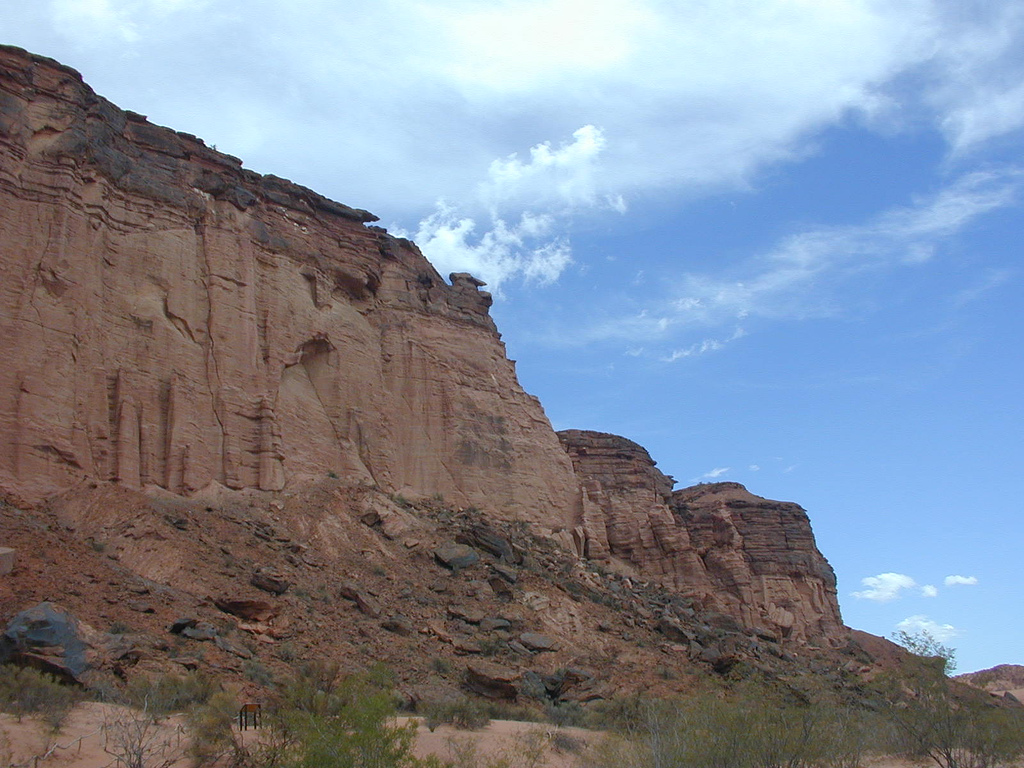
Hẻm núi Talampaya
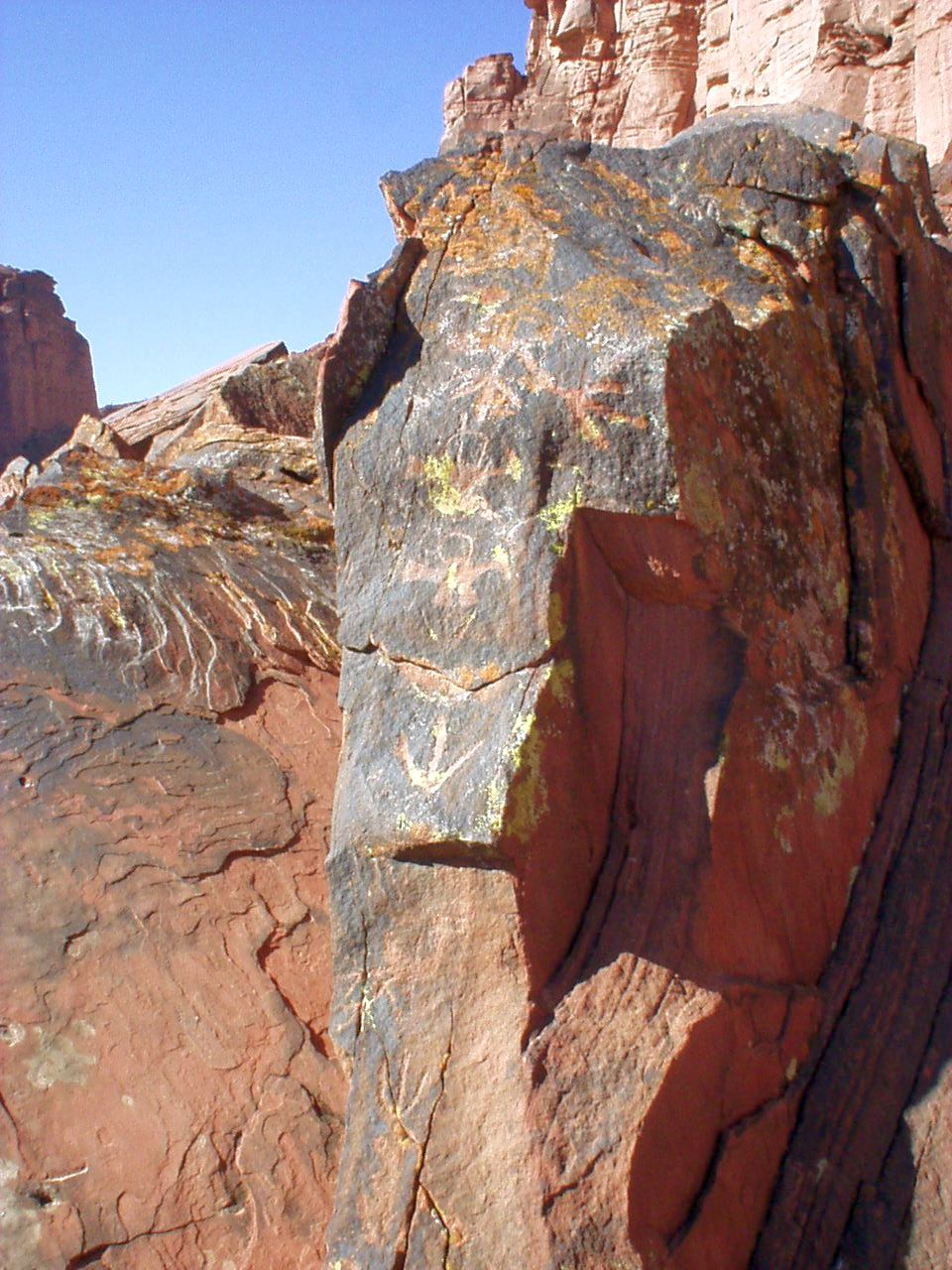
Bức tranh trên đá
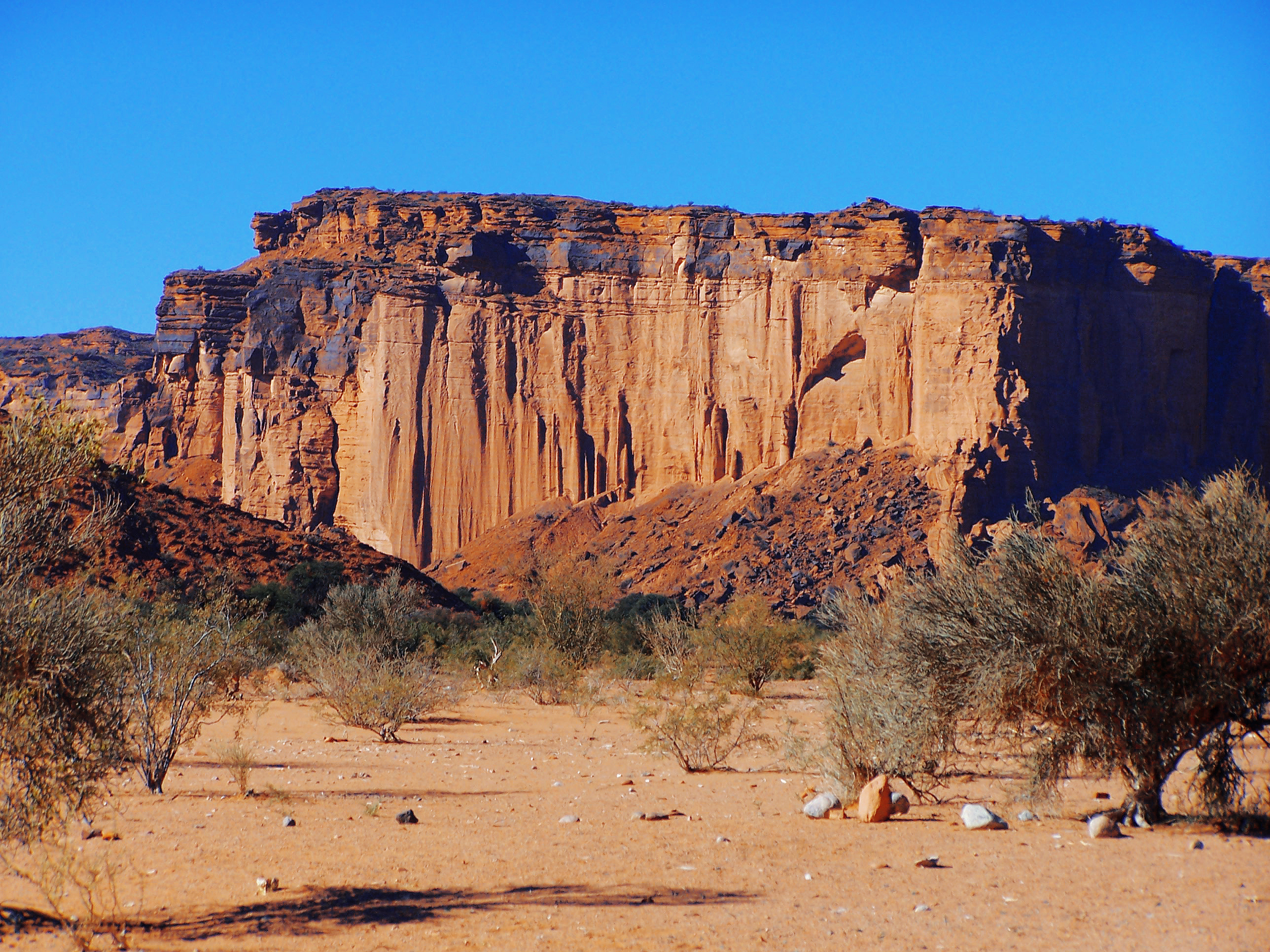
Cảnh quan ấn tượng và điển hình của Talampaya